# Гілянська Радянська Соціалістична Республіка
Перська Радянська Соціалістична Республіка (широко відома як «Гілянська Радянська Республіка») — короткочасна радянська республіка в іранській провінції Гілян, яка існувала з червня 1920 року по вересень 1921. Створена ватажком Гілянського конституціоналістського руху Мірзою Кучак-ханом і його  партизанами з руху Дженгелі (рух лісників) за сприяння РСЧА.

## Передісторія
Рух Дженгелі, почавшись 1914 року, посилився і набув розмаху після перемоги більшовиків у Росії. У травні 1920 радянська Каспійська флотилія на чолі з Федором Раскольниковим і в супроводі Серго Орджонікідзе увійшла в каспійський порт Анзалі. Оголошувалося, що її метою є тільки гонитва за російськими суднами і боєприпасами, переміщеними в Анзалі білогвардійським контрреволюційним генералом Денікіним, якому в тому місті надали притулок британські війська. Британський гарнізон в Анзалі без будь-якого опору незабаром евакуювався у місто Манджиль. 
Зіткнувшись із конфліктом між його рухом та об'єднаними британськими і центральними урядовими силами Кучак-хан розглядав кілька варіантів. Підтримки з боку більшовиків Мірза вже шукав раніше, коли за рік до того вирушив пішки в Лянкяран, щоб зустрітися з ними, але на час його прибуття в те місто червоні війська були змушені евакуюватися.
Серед дженгелійців було багато тих, хто вважав, що більшовики пропонували реальне розв'язання проблем, спільних для Росії та Персії, а саме: панування вищих класів та імператорського двору. Другий після Кучак-хана командир Ехсанулла-хан Дустдар на той час уже був комуністом і палким прихильником союзу з більшовиками. Хоча Кучак-хан ставився до цієї ідеї з обережністю і ваганням із релігійних і націоналістичних міркувань, він усе ж прийняв її, і дженгелійці уклали угоду з більшовиками.
Ця співпраця з радянськими революціонерами базувалася на деяких умовах: зокрема, проголошення перської Соціалістичної Радянської Республіки під його керівництвом і відсутність будь-якого прямого втручання Рад у внутрішні справи республіки. Радянська сторона погодилася підтримати Мірзу Кучак-хана боєприпасами і солдатами. Той запропонував заплатити за боєприпаси, але Радянська Росія відмовилась від будь-яких оплат.

## Проголошення Республіки
У травні 1920 року з’явилася Гілянська Радянська Республіка, офіційно відома як Перська Радянська Соціалістична Республіка. Влада республіки не роздала землю бідним селянам, що більш радикальною частиною дженгелійців розцінювалося як консерватизм. Таким чином, незабаром виникла суперечність між Мірзою і його групою радників з одного боку та Радами й іранською комуністичною партією (в яку переросла заснована в Баку партія Едалат) — з другого.

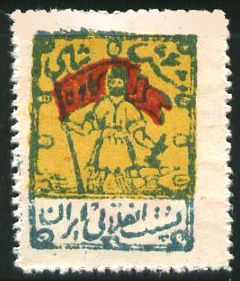
Марка Іранської Радянської Соціалістичної Республіки, 1920 р.

9 червня 1920 р. Мірза Кучак-хан залишив Решт на знак протесту і для уникнення військового протистояння (якого він завжди уникав, навіть воюючи з центральними урядовими силами), тим самим відкривши шлях комуністичній (едалатській) партії до вчинення державного перевороту. Нова влада, формально під орудою Ехсанулли-хана Дустдара, а фактично під впливом радянського комісара Абукова, почала низку радикальних заходів, таких як антирелігійна пропаганда або вилучення грошей у багатих поміщиків.
Консервативні елементи характеризували ці заходи як просто новітні риси довготривалого російського втручання в регіоні, а середній клас спротивився їм через рівень насильства, неповагу до власності та російські зв'язки дженгелійців. Республіка також втратила підтримку від населення внаслідок надзвичайно великої кількості воєнних біженців, які почали переповнювати міські центри, що спричинило значну економічну проблему.

## Переворот
Намагання Мірзи вирішити криваві суперечки, направивши петицію через свого посланця до Леніна  не привели до потрібного рішення. Під 1921 рік і особливо після досягнення угоди між Радянським Союзом та Великою Британією, радянська влада вирішила більше не надавати підтримки Гілянській Радянській Республіці. На користь такої позиції зіграв і підписаний  1921 року Російсько-перський договір, який забезпечив мирні відносини між двома країнами і спричинився до виведення радянських військ.
Реза Шах Пахлаві, який за кілька днів перед тим зініціював успішний державний переворот із Сеїдом Зія-ед-Діном Табатабаї, почав тоді відновлювати владу центрального уряду над Гіляном і Мазендараном. Гілянська Радянська Республіка офіційно припинила існування у вересні 1921 року. Мірза усамітнився у Халхальських горах і помер від обмороження. Кажуть, що його тіло обезголовив один місцевий поміщик, а його голову виставили на показ у Решті як символ подолання центральною владою революції та революційних ідей.